# John Connally
John Bowden Connally Jr., ameriški politik * 27. februar 1917 Floversville, Texsas, ZDA + 15. junij 1993 Houston, Texas, ZDA.
Connally je bil 39. guverner Teksasa in 61. sekretar za finance ZDA. Svojo kariero je začel kot demokrat, kasneje pa je leta 1973 postal republikanec.
Connally, rojen v Floresvilleu v Teksasu, je po opravljeni diplomi na teksaški univerzi v Austinu nadaljeval pravno kariero. Med drugo svetovno vojno je služil v osebju Jamesa Forrestla in Dwighta D. Eisenhowerja, preden se je preselil v azijsko-pacifiško gledališče. Po vojni je postal pomočnik senatorja Lyndona B. Johnsona. Ko je Johnson leta 1961 prevzel podpredsedništvo, je prepričal takratnega predsednika Johna F. Kennedyja, naj Connallyja imenuje za sekretarja mornarice ZDA. Connally je decembra 1961 zapustil Kennedyjevo upravo, da bi se kandidiral za guvernerja Teksasa, na tem položaju pa je bil od leta 1963 do 1969. Leta 1963 se je Connally vozil z Kennedyjem vozil v predsedniški limuzini, ko je bil izveden atentat na predsednika. Lee Harvey Oswald, ki je v atentatu streljal na predsednika Kennedy, je pri streljanju zadel tudi Connalyja. Connally je bil v atentatu huje poškodovan. V času svojega guvernerstva je bil konzervativni demokrat.
Leta 1971 je republikanski predsednik Richard Nixon imenoval Connallyja za svojega ministra za finance. Na tem položaju je Connally vodil odstranitev ameriškega dolarja iz zlatega standarda, dogodek, znan kot Nixonov šok. Connally je leta 1972 odstopil iz kabineta, da bi vodil organizacijo Demokrati za Nixon, ki se je zavzela za ponovno izvolitev Nixona. Bil je kandidat za zamenjavo podpredsednika Spira Agnewa, potem ko je ta odstopil leta 1973, vendar je Nixon namesto tega izbral Geralda Forda. Na volitvah leta 1980 je zahteval republikansko nominacijo za predsednika, a se je po prvem nizu predizborov umaknil iz tekmovanja. Connally po letu 1980 ni več zaprosil za javno funkcijo in je leta 1993 umrl zaradi pljučne fibroze.